# Crysis 2
Crysis 2 je pokračování stejnojmenné videohry. Hra byla vyvinuta společností Crytek, na trh ji uvedla společnost Electronic Arts. Crysis 2 byla uvolněna k prodeji v Severní Americe, Austrálii a Evropě v březnu 2011 na platformách Microsoft Windows, PlayStation 3 a Xbox 360. Oficiálně bylo její uvedení na trh ohlášeno 1. června 2009. Příběh napsali autoři sci-fi Richard Morgan a Peter Watts. Děj se odehrává v roce 2023, tři roky po událostech první hry, v New Yorku, kde obyvatele napadne podivný virus.

## Děj
Hráč na začátku převezme kontrolu nad členem Marine Force Recon jménem "Alcatraz", který získá od jedné z hlavních postav předchozího dílu Laurence „Proroka“ Barnese do vlastnictví nanooblek druhé generace. Jednotky CryNet Systems s označením C.E.L.L., které předtím pronásledovaly Proroka nakaženého virem Manhattan, za účelem získání obleku, následně Alcatraze loví v mylné domněnce že on je Prorok. Mimozemšťané které jsme mohli vidět v původní hře prošly celkovým přepracováním. Opustili staré, tentacled exosuits z prvního dílu a v díle druhém už mají k dispozici high-tech humanoidní obrněné válečné stroje (jejich slabinou se tedy stávají organické části hlavně v oblasti „krku“), které znesnadňují každý druhý Alcatrazův krok přes zpustošený New York. Vývojáři z Crytek před vydáním uvedli, že jejich záměrem bylo překonat původní hru graficky a hratelností, přičemž zachovat stejné nebo dokonce nižší požadavky na systém a také podporovat stereoskopické 3D.

## Zbraně
Množství zbraní je poměrně rozsáhlé. Od klasické pistole až po tank, sehnat lze brokovnici nebo třeba samopal. Při jízdě je nejúčinnější silně obrněné, ale stále hbité BVP.

## Nanosuit 2.0
Vylepšená verze obleku z prvního dílu. Verze 2.0 má rozdíly hlavně v rychlosti a síle – tyto mody už se nedají samostatně aktivovat, ale aktivují se "samy" – po podržení nastavené klávesy.
Módy obleku:
- Neviditelnost: plížení se mezi nepřáteli s možností je likvidovat zezadu použitím jediné klávesy. Umožňuje jednorázové zabití zbraní s tlumičem, které spotřebuje přibližně 50% energie obleku
- Režim zbroje: zvyšuje odolnost vůči účinkům zbraní, pádům a jiným vnějším efektům.
- Hledí: označování nepřátel, zbraní a taktických možností na mapě.
- Nanovize: tento mod nahradil noční vidění z Nanosuitu 1.0, funguje jako termovize ukazující pouze teplé objekty, okolí je ve stupních šedé a neprojevují se výkyvy síly světla jako v nočním vidění Nanosuitu 1.0

Dále je zde mod "síly", který se vyvolá podržením klávesy (standardně "V"), který umožňuje provádět silné údery nebo odkopávat těžké věci (například vraky aut). Na rozdíl od předchozí verze již neexistuje mod rychlosti, ale klasické běhání spotřebovává energii obleku.